# یوکی ماتسواوکا
یوکی ماتسواُوکا (به ژاپنی: 松岡 由貴 Matsuoka Yuki) (زادهٔ ۱۳ سپتامبر ۱۹۷۰) یک بازیگر، صداپیشه و راوی ژاپنی از بخش هیرانو-کو شهر اوساکا، ژاپن است. او فارغ‌التحصیل از دانشگاه زنان اوتِمائه واقع در نیشی‌نومیا است. او بیشتر برای صداپیشگی در مجموعه‌های تلویزیونی انیمه‌ای همچون اپلسید، بلیچ، ترانه پریان، و شخصیت آلیسا بسکونوویچ در سری بازی ویدئویی تکن شناخته شده‌است.

## فیلم‌شناسی

### مجموعه‌های انیمه
- ترانه پریان - نانا
- بلیچ - اینوئه اوریهیمه
- دختر جهنمی - چیه تانوما
- هاروهی سوزومیا - سورویا
- لاو کام - مایو کانزاکی
- آماتسوکی - شینشو
- میرای نیکی - هیناتا هینو[۲]